# Ботсвано-намибийские отношения
Ботсвано-намибийские отношения — двусторонние дипломатические отношения между Ботсваной и Намибией. Ботсвана получила независимость от Великобритании в сентябре 1966 года. В 1990 году Намибия получила независимость от ЮАР после окончания войны за независимость. Ботсвана имеет высокую комиссию в Виндхуке, а Намибия имеет высокую комиссию в Габороне. Протяжённость государственной границы между странами составляет 1544 км

## История
В 1990 году Намибия и Ботсвана установили дипломатические отношения. Между странами существовали пограничные споры по принадлежности Полосы Каприви и нескольких островов в реке Квандо. В 1994 году пограничные конфликты сделали ботсвано-намибийские отношения особенно напряжёнными. В 1995 году была создана Совместная постоянная комиссия о сотрудничестве. Создание комиссии, а также завершение строительства Транскалахарской автомагистрали помогло улучшить ситуацию. В 1998 году Ботсвана предоставила убежище сепаратистам из Полосы Каприви, что резко ухудшило отношения с Намибией. Еще одной проблемой во взаимоотношениях стала нехватка питьевой воды в Намибии. Если будет реализован проект по поставке воды в Намибию из реки Окаванго, то это повлияет на водоснабжение Ботсваны. Хотя в настоящее время отношения Ботсваны и Намибии не враждебны, но в будущем возможны негативные изменения во взаимоотношениях этих стран.

## Спорные вопросы
У стран имелся давний спор о принадлежности острова Касикили (Седуду) в реке Квандо, который образует часть границы между двумя странами. Намибия заявила свои претензии на остров Касикили/Седуду в Международном суде ООН, но в результате Ботсвана отстояла свои права на этот остров. C октября 1998 по февраль 1999 года через полосу Каприви более 2400 намибийцев бежали в Ботсвану. В 1990-х годах существовали пограничные конфликты с Намибией из-за использования водных ресурсов реки Окаванго. Правительство Намибии планировало использовать воды реки для обеспечения водой Виндхука, что по мнению властей Ботсваны привело бы к уменьшению численности населения и депопуляции животных в дельте реки.

## Двусторонние соглашения
Ботсвана и Намибия являются членами Сообщества развития юга Африки (САДК), штаб-квартира которой расположена в Габороне. Целью САДК является углубление социально-экономического сотрудничества и интеграции, а также укрепление сотрудничества между 15 африканскими государствами юга Африки. В 1994 году Ботсвана, Намибия и Ангола договорились о создании комиссии по использованию бассейна реки Окаванго, с целью заключения договора по регулированию совместного использования водных ресурсов. В 2004 году Ботсвана и Намибия наряду с другими государствами подписали соглашения о создании комиссии по разделению прибрежных ресурсов реки Замбези.
По состоянию на 2008 год не был подписан договор о ратификации границы между Ботсваной и Намибией, нынешняя граница определена договором, подписанным 1 июля 1890 между Великобританией и Германией по разграничению их сферы влияния в Африке. В 1990-х годах территориальный спор привёл к значительному росту напряженности между правительствами двух стран.

## Экономическое сотрудничество
В 2002 году Намибия и Ботсвана подписали соглашение на поставку электроэнергии в районы Ганзи и Де-Хук. Страны рассматривают возможность начать сотрудничество по разработке новых линий волоконно-оптической связи с целью сократить расходы и уменьшить зависимость от ЮАР. В 2008 году Южная Африка, Ботсвана, Намибия и Зимбабве провели совместный сбыт через торги семи тонн слоновой кости для китайских и японских участников, заработав больше, чем 1180000 долларов США. 